# قائمة رؤساء مجلس النواب اللبناني
هذه قائمة رؤساء مجلس النواب اللبناني منذ إنشائه عام 1922.

## الميثاق الوطني
على الرغم من أن الدستور لا يتطلب ذلك، فإن التفاهم غير المكتوب بين القيادات الشيعة والسنة والمارونية في لبنان في عام 1943 ، والمعروفة باسم الميثاق الوطني، قد أدى إلى أن يكون المنصب مسلماً شيعياً في كل دورة انتخابية منذ ذلك الحين.

## قائمة رؤساء مجلس النواب
| الترتيب | رئيس مجلس النواب | في المنصب      | في المنصب      | البرلمان                    | الدائرة الإنتخابية    |
| الترتيب | رئيس مجلس النواب | تولى المنصب    | ترك المنصب     | البرلمان                    | الدائرة الإنتخابية    |
| ------- | ---------------- | -------------- | -------------- | --------------------------- | --------------------- |
| 1       | صبري حماده       | 21 سبتمبر 1943 | 22 أكتوبر 1946 | مجلس النواب الخامس          | دائرة البقاع          |
| 2       | حبيب أبو شهلا    | 22 أكتوبر 1946 | 7 أبريل 1947   | مجلس النواب الخامس          | دائرة بيروت           |
| (1)     | صبري حماده       | 9 يونيو 1947   | 20 مارس 1951   | مجلس النواب السادس          | دائرة البقاع          |
| 4       | أحمد الأسعد      | 5 يونيو 1951   | 30 مايو 1953   | مجلس النواب السابع          | دائرة بنت جبيل        |
| 5       | عادل عسيران      | 13 أغسطس 1953  | 15 أكتوبر 1959 | مجلس النواب الثامن          | دائرة صيدا            |
| 5       | عادل عسيران      | 13 أغسطس 1953  | 15 أكتوبر 1959 | مجلس النواب التاسع          | دائرة قرى قضاء صيدا   |
| (1)     | صبري حماده       | 20 أكتوبر 1959 | 8 مايو 1964    | مجلس النواب التاسع          | دائرة بعلبك-الهرمل    |
| (1)     | صبري حماده       | 20 أكتوبر 1959 | 8 مايو 1964    | مجلس النواب العاشر          | دائرة بعلبك-الهرمل    |
| 6       | كامل الأسعد      | 8 مايو 1964    | 20 أكتوبر 1964 | مجلس النواب الحادي عشر      | دائرة مرجعيون-حاصبيا  |
| (1)     | صبري حماده       | 20 أكتوبر 1964 | 9 مايو 1968    | مجلس النواب الحادي عشر      | دائرة بعلبك-الهرمل    |
| (6)     | كامل الأسعد      | 9 مايو 1968    | 22 أكتوبر 1968 | مجلس النواب الثاني عشر      | دائرة مرجعيون-حاصبيا  |
| (1)     | صبري حماده       | 22 أكتوبر 1968 | 20 أكتوبر 1970 | مجلس النواب الثاني عشر      | دائرة بعلبك-الهرمل    |
| (6)     | كامل الأسعد      | 20 أكتوبر 1970 | 16 أكتوبر 1984 | مجلس النواب الثاني عشر      | دائرة مرجعيون-حاصبيا  |
| (6)     | كامل الأسعد      | 20 أكتوبر 1970 | 16 أكتوبر 1984 | مجلس النواب الثالث عشر      | دائرة مرجعيون-حاصبيا  |
| (6)     | كامل الأسعد      | 20 أكتوبر 1970 | 16 أكتوبر 1984 | مجلس النواب الرابع عشر      | دائرة مرجعيون-حاصبيا  |
| (6)     | كامل الأسعد      | 20 أكتوبر 1970 | 16 أكتوبر 1984 | مجلس النواب الخامس عشر      | دائرة مرجعيون-حاصبيا  |
| 7       | حسين الحسيني     | 16 أكتوبر 1984 | 5 أكتوبر 1989  | مجلس النواب السادس عشر      | دائرة بعلبك-الهرمل    |
| 7       | حسين الحسيني     | 5 أكتوبر 1989  | 20 أكتوبر 1992 | مجلس النواب السابع عشر      | دائرة بعلبك-الهرمل    |
| 8       | نبيه بري         | 20 أكتوبر 1992 | 22 أكتوبر 1996 | مجلس النواب الثامن عشر      | دائرة الجنوب والنبطية |
| 8       | نبيه بري         | 22 أكتوبر 1996 | 17 أكتوبر 2000 | مجلس النواب التاسع عشر      | دائرة الجنوب والنبطية |
| 8       | نبيه بري         | 17 أكتوبر 2000 | 28 يونيو 2005  | مجلس النواب العشرون         | دائرة الجنوب الأولى   |
| 8       | نبيه بري         | 28 يونيو 2005  | 25 يونيو 2009  | مجلس النواب الواحد والعشرون | دائرة الجنوب الأولى   |
| 8       | نبيه بري         | 25 يونيو 2009  | 23 مايو 2018   | مجلس النواب الثاني والعشرون | دائرة الجنوب الأولى   |
| 8       | نبيه بري         | 23 مايو 2018   | 31 مايو 2022   | مجلس النواب الثالث والعشرون | دائرة الجنوب الثانية  |
| 8       | نبيه بري         | 31 مايو 2022   | في المنصب      | مجلس النواب الرابع والعشرون | دائرة الجنوب الثانية  |